# هندریک فوخت

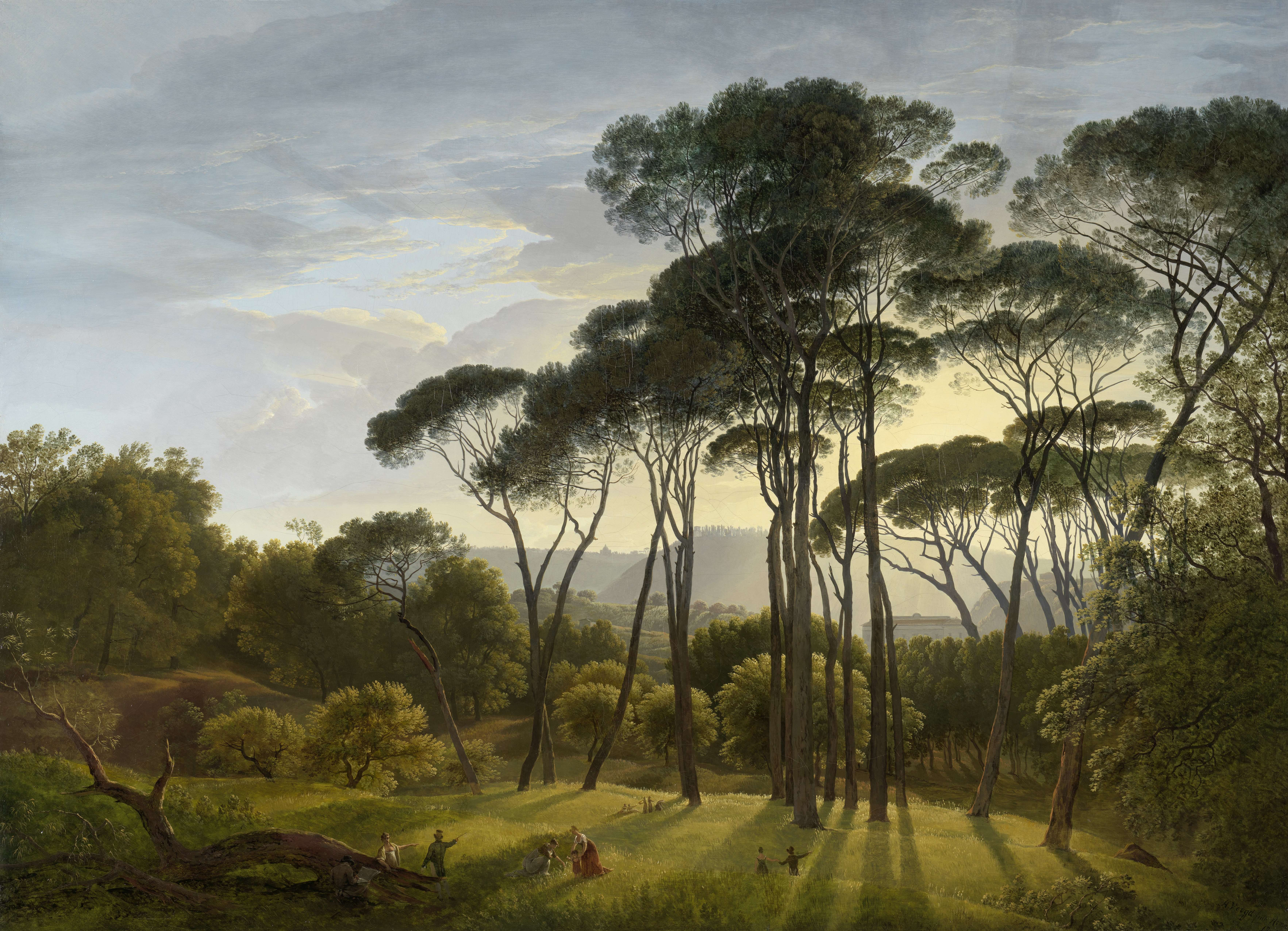
چشم‌انداز ایتالیایی با کاج‌های چتری در موزه امپراتوری در هلند - ۱۸۰۷

هندریک فوخت (هلندی:Hendrik Voogd)؛ ۱۰ ژوئیهٔ ۱۷۶۸ – ۴ سپتامبر ۱۸۳۹) یک نقاش اهل هلند بود. او عمر هنری خود را در ایتالیا سپری کرد.

## برخی آثار
- چشم‌انداز ایتالیایی با کاج‌های چتری در موزه امپراتوری در هلند - ۱۸۰۷
- گذر از گدار در موزه فابر در فرانسه - ۱۸۱۹